# Шамсуддин аль-Мукаддаси
Шамсуддин Мухаммад ибн Ахмад аль-Мукаддаси (более правильный вариант нисбы: аль-Макдиси, араб. شمس الدين المقدسي‎;
946/947, Иерусалим — после 1000) — средневековый арабский географ, автор труда «Ахсан ат-такасим фи марифат ал-акалим» («Лучшее разделение для познания климатов»).

## Биография
Аль-Мукаддаси родился в 946 или 947 году в Иерусалиме. Он получил прекрасное образование и, совершив в 20 лет паломничество в Мекку, решил посвятить себя изучению географии. Для сбора всей необходимой информации для своего труда он совершил ряд поездок, в итоге охвативших все исламские страны его времени. И только в 985 году ему удалось собрать весь необходимый материал для работы.